# Guantanamera
«Guantanamera» es una conocida canción popular cubana. La letra más conocida, adaptada por Julián Orbón, está basada en las primeras estrofas de los Versos sencillos, del poeta cubano José Martí. La composición musical se atribuye oficialmente a José Fernández Díaz, más conocido como Joseíto Fernández. La canción ha sido adaptada y grabada en muchas versiones. Es quizás la canción cubana más conocida y la canción patriótica más destacada de ese país, especialmente cuando se usa un poema del poeta cubano José Martí para la letra. Los créditos oficiales de escritura se han otorgado a Joseíto Fernández, quien popularizó por primera vez la canción en la radio ya en 1929 (aunque no está claro cuándo se produjo el primer lanzamiento como disco). En 1966, una versión del grupo vocal estadounidense The Sandpipers, basada en un arreglo de los Weavers, de su concierto Carnegie Hall Reunion de mayo de 1963, se convirtió en un éxito internacional.

## Historia
Existe controversia acerca de la autoría de la tonadilla de la «Guantanamera», habiendo diferentes teorías.

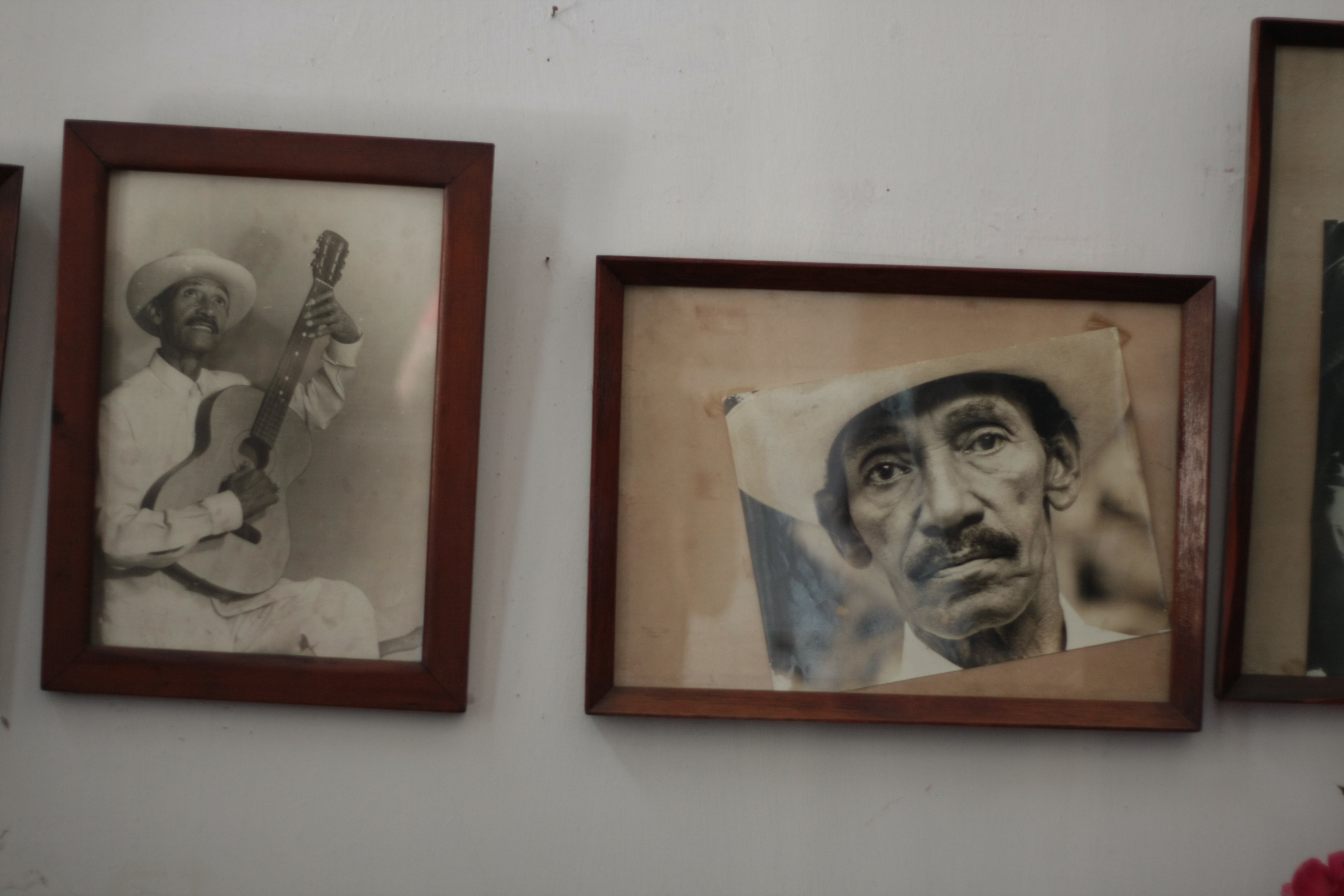
Joseíto Fernández

### Joseíto Fernández y «El suceso del día»
Según Joseíto Fernández les dijo a los investigadores Santiago Moreaux Jardines e Iraida Sánchez Oliva (cuando estos se documentaban para su libro La guantanamera), antes de popularizar dicha canción en el programa «El suceso del día» de la estación radial cubana CMQ, Joseíto ya había cantado esta guajira-son: «Unas veces era guajira guantanamera; otras, guajira vueltabajera, guajira holguinera o guajira camagüeyana; pero no la canté nunca como guajira santiaguera». Más adelante, Joseíto trabajó en una estación de radio en la que también trabajaba una mujer de Guantánamo que estaba enamorada de él. Esta mujer de vez en cuando le llevaba algo de comer y se quedaba hablando con él, pero un día le sorprendió haciendo un pase a otra mujer y, enfurecida, le arrebató el bocadillo que le había llevado; entonces él agarró el micrófono y le cantó el estribillo de la «Guantanamera».
Fernández contó diferentes versiones del origen de la canción en diversas ocasiones. Por ejemplo, el 30 de noviembre de 1979, en la sección de correspondencia de la revista Bohemia, un periodista cita a Joseíto, que afirma: «Y un día, a Facundo Rivero, nuestro pianista, se le ocurrió que al terminar el programa que radiábamos por la CMCO (...) lo hiciéramos con una guajira. (...) Entonces compuse la «Guajira Guantanamera». Y el éxito nos sorprendió a todos. (...) Esto ocurría allá por el año 1934».
Lo que sí es seguro es que, trabajando ya en la CMQ, Joseíto comenzó a interpretar la canción en el programa «El suceso del día». Dada la estructura de la canción (A-B-A-B o A-B-B-A, en versos octosílabos), la «Guantanamera» se prestaba a las improvisaciones (como ocurría con otras canciones, como «La Bamba» mexicana). Fernández empleaba la canción para comentar las noticias del día en el programa y también para cerrar el programa. Según él mismo afirmó, «lo mismo felicitábamos a una muchacha de Villa Clara, que pedíamos clemencia para un trabajador cesante». De esta forma, la «Guantanamera» rápidamente se convirtió en un medio para hacer comentarios amorosos, patrióticos, irónicos o sociales, y más importante, se convirtió en un éxito a nivel nacional.

### Origen en Guantánamo
Sin embargo, según expresa Karina Rodríguez en su artículo «La guantanamera: historia ¿conclusa?», la canción surgió en Guantánamo un sábado de julio de 1929, durante el cual un grupo de amigos se encontraba trabajando, mientras cantaban. Entre ellos se encontraba Herminio García Wilson, panadero de profesión, al que apodaban “El Diablo”. El grupo de amigos vio pasar a una mujer hermosa y la piropearon, según dijo el propio Wilson, de forma completamente cortés. Pero esta respondió ofendida, por lo que uno de ellos exclamó: «¡Eh, qué se habrá figurado la guajira guantanamera esta!». Wilson buscó una música para acompañar la exclamación de su amigo, y la tocó esa misma noche durante una fiesta en casa de Silverio Bosch Dubois.
La canción, con su ritmo pegadizo, prendió, y comenzó a emplearse en los festejos y en las calles, siendo la letra adaptada en cada ocasión por el cantante, siendo respetado únicamente el estribillo. Dice Rodríguez que por entonces la gente solía advertirse: «Cuidado, que te van a cantar La guantanamera», pues la tonadilla se prestaba a la ironía, la protesta, «los líos de faldas y la crónica roja».
Rodríguez se apoya en las declaraciones de Héctor Tati Borges, historiador de Guantánamo, el cual aseguró que la canción ya había ganado fama en una radio local de la vecina Santiago, Radio CMKW, en una interpretación de Miguel Ángel González, «El guajirito del Edén», durante «El programa de las peticiones» de dicha cadena.
Otra declaración que parece avalar esta versión es la de Alejo Carpentier, en su libro, La música en Cuba (México, 1946):

...hace poco una estación de radio de La Habana obtuvo un gran éxito de popularidad con una canción de buen corte campesino, titulada «La guantanamera», que había sido traída a la capital por auténticos cantadores orientales.
Alejo Carpentier, La música en Cuba, 1946

### Pete Seeger y la internacionalización
La versión más conocida de esa canción es la que adapta las primeras estrofas de los "Versos sencillos", del poeta cubano José Martí, las cuales fueron adaptadas por Julián Orbón. Según el periodista López Nussa, en la revista "Bohemia" del 30 de diciembre de 1983, Pete Seeger, el cantante de folk estadounidense, visitó un campamento de verano para niños en 1962, donde estos le pidieron que tocara una canción que había traído uno de sus instructores. Se trataba de Héctor Angulo, quien había estudiado con Orbón y conocía la versión con los versos de Martí. Seeger y Angulo quedaron reflejados como coautores de la canción, y Seeger la popularizó en más de 35 países. Joseíto, quien había inscrito la «Guantanamera» en 1944, reclamó los derechos de autor y Seeger viajó a La Habana en 1971, llegando a un acuerdo. Según este relato, Joseíto hizo famosa la canción y el estribillo en el programa de radio, Julián Orbón le ajustó los Versos sencillos, y su estudiante la llevó a Nueva York, donde Seeger la internacionalizó.[cita requerida]

### Origen comunitario de la «Guantanamera»
Según el investigador musical Natalio Galán, la música de la «Guantanamera» encuentra sus raíces en el pasacallo, que a su vez es una modificación del pasacalle español de 1730. Por lo cual, según Galán, la «Guantanamera» es una modificación del son oriental, específica de la zona de Guantánamo, y la técnica utilizada (con sus modificaciones) provenía de España. La otra influencia importante en la canción es la montuna, y la fusión de estos dos estilos resulta en la «guajira guantanamera»:

...la Montuna abandona el municipio de Guantánamo y los habaneros la descubren por 1927 —entre son y son que bailaban, pues sus vidas parecen haber seguido un fluir paralelo— llamándola guajira guantanamera, marcando con ello su cuna y fijándose la tonada que la caracteriza desde 1930.
Natalio Galán

Así pues, según María Argelia Vizcaíno, todo parece apuntar a que la tonada de la «Guantanamera» no es del siglo XX, ni se puede decir que Joseíto Fernández, u Orbón, ni ninguno de los mencionados fueran legítimamente autores, sino tan solo promotores e impulsores.

## Intérpretes y adaptaciones
La canción ha sido interpretada por varios cantantes y grupos musicales: Todos Tus Muertos, Tito Puente, Los Lobos, José Feliciano, Julio Iglesias, Los Olimareños, Rubén Rada, León Gieco, entre otros. Cubanos tales como Celia Cruz y Dámaso Pérez Prado la llevaron a Norteamérica, aunque en los años 1960 algunos cantantes folclóricos estadounidenses también la habían realizado, tales como Pete Seeger, The Weavers y Joan Báez. En Rusia, esta canción la cantó en español Muslim Magomáyev. Fue también interpretada por el cantante búlgaro Bíser Kírov.
Existe asimismo una versión al estilo dancehall por Yellowman, una versión estilo ska por Roland Alphonso, una versión en español e inglés por Die Toten Hosen, una versión en italiano del año 1967 por Betty Curtis, una versión en francés por Joe Dassin y Nana Mouskouri, una versión hip-hop por el grupo estadounidense The Fugees y una versión en galés por Mary Hopkin. En 1973, aparece interpretada por Rolando Ojeda en el álbum de varios artistas «Primer festival internacional de la canción popular».
El conjunto Quilapayún también tiene su versión propia de este tema, adaptando la letra del tema al desexilio y los sucesos posteriores al plebiscito de Chile de 1988. También hay una versión vocal del grupo cubano Vocal Sampling. En 1997, Wyclef Jean hizo una versión rap. En 2006, Richard Stallman hizo una versión titulada Guantanamero. Juan Torres fue el intérprete de la versión instrumental empleada como introducción en algunas transmisiones de programas de Radio Habana Cuba. En 1994 en Costa Rica, José Capmany, en el primer disco compacto de su banda Café Con Leche titulado «Un día cualquiera», interpreta una versión en rock de este tema. También en el año 1998, una banda no tan comercialmente difundida, llamada You Know Who, interpretó una versión estilo pop/eurodance de la canción con el nombre «Guantanamera».
Luciano Pavarotti, Pau Donés y Celia Cruz tienen una versión juntos de la canción en Pavarotti & Friends. Plácido Domingo interpretó el estribillo y una estrofa de Guantanamera como parte de un popurrí de canciones en el marco de su obra De mi alma latina 2. El grupo vasco Hertzainak también tiene una versión.
La melodía de la canción también ha sido utilizada por múltiples aficiones del fútbol en Inglaterra, en Italia, y en España, entre otros países, para dedicar diferentes cánticos a sus equipos, a sus rivales o a los árbitros.

## Letras
Aunque la letra más conocida internacionalmente es aquella que adapta las primeras estrofas de los Versos sencillos, de José Martí, el propio carácter popular de la canción ha propiciado diversas variaciones. Así, por ejemplo, Pedro Claudio Pérez Olivares, decimista popular guantanamero, es autor de Cantares a Guantánamo, seis décimas cantadas y grabadas por Joseíto Fernández que constituyen la única «Guantanamera» con texto expresamente referido a la región más oriental de Cuba.
Estas son las cuatro estrofas tomadas de los Versos Sencillos de José Martí:
| I:1 | V:3 | XXXIX:1                                                                                          | III:2 |
| Yo soy un hombre sincero de donde crece la palma, y antes de morirme quiero echar mis versos del alma. | Mi verso es de un verde claro y de un carmín encendido, mi verso es un ciervo herido que busca en el monte amparo. | Cultivo una rosa blanca, en julio como en enero, para el amigo sincero que me da su mano franca. | Con los pobres de la tierra quiero yo mi suerte echar, el arroyo de la sierra me complace más que el mar. |

Otras estrofas que se suelen cantar en versiones de la canción son:
| Y para el cruel que me arranca el corazón con que vivo, cardo ni oruga cultivo, cultivo la rosa blanca. | Yo sé de un pesar profundo entre las penas sin nombre, la esclavitud de los hombres es la gran pena del mundo. | No me pongan en lo oscuro, a morir como un traidor, yo soy bueno, y como bueno, moriré de cara al sol |